# Sydlig muriqui
Den sydlige muriqui (Brachyteles arachnoides), også kaldet sydlig uldedderkopabe, er en art i slægten muriquier blandt vestaberne. Det er en af de største aber i den nye verden. Kropslængden er 55-61 centimeter. Den sydlige muriqui lever i regnskov langs kysten i et mindre område i det sydøstlige Brasilien. Her bevæger den sig langsomt omkring i trækronerne, hvor den æder frugt, frø og blade. Pelsen er lysebrun og tyk og tæt. Ansigtet er sort. Hænderne mangler tommelfinger.